# GlobeAir
GlobeAir ist eine österreichische Charterflug-Gesellschaft mit Sitz in Hörsching nahe Linz, die Geschäfts- und Privatkunden bedient.

## Unternehmen
Die GlobeAir AG wurde 2007 in Hörsching gegründet. 2008 wurde das erste Flugzeug geliefert. Das Unternehmen betreibt die weltweit größte Flotte von Cessna Citation Mustang Jets. Im Jahr 2012 gründete das Unternehmen zusammen mit sieben europäischen Partner-Fluggesellschaften eine Business-Jet-Allianz.
Seit 2010 ist es Mitglied der European Business Aviation Association und seit 2011 in der Baltic Air Charter Association.

## Geschäftsmodell
Das Geschäftsmodell der Firma stützt sich vornehmlich auf kleine Flugzeuge, die Very Light Jets. Als Begründung für die Wahl dieser Flugzeuge führt der Geschäftsführer Bernhard Fragner an, dass 85 Prozent der Geschäftsreisenden alleine oder zu zweit fliegen würden. Da hätten viersitzige Maschinen einen ökonomischen Vorteil gegenüber den üblichen 7-sitzigen Privatjets.
Auch wäre die Festlegung auf eine homogene Flotte mit gleichen Flugzeugen mit Kostenvorteilen bei Wartung und Auslastung verbunden.
Gerade mit diesen kleinen Flugzeugen sind Landungen auch auf kleineren, für Großflugzeuge nicht nutzbaren Flughäfen möglich und der Check-in zeitlich kürzer als auf Großflughäfen.
Um Leerflüge zu reduzieren, kehren die einzelnen Maschinen der Flotte nicht zu einer festen Basis zurück, sondern bleiben am zuletzt angeflogenen Ziel, von wo aus sie erst bei Buchung oder Anforderung weiter fliegen. Um die höchstmögliche Auslastung zu gewährleisten, konzentriert GlobeAir ihren Flugbetrieb um eine Vielzahl europäischer Hubs. Dies ermöglicht es dem Unternehmen die maximale Zahl an zulässigen Flügen pro Tag durchzuführen.
Das Wartungszentrum am Flughafen Linz ist zertifiziert (CAMO), um alle Wartungsarbeiten an Cessna Citation Mustang-Flugzeugen durchzuführen. Die Wartung wird durch die Firmen Cessna und dem Motorenhersteller Pratt & Whitney unterstützt.
Seit Oktober 2020 sind die wichtigsten Flugstrecken auch per GDS buchbar.

## Flotte
Mit Stand Juni 2022 besteht die Flotte der GlobeAir aus 20 Cessna Citation Mustang.